# Michael Parker Pearson
Michael Parker Pearson (* 26. Juni 1957 in Wantage) ist ein britischer Prähistorischer Archäologe und Professor an der University of Sheffield.

## Leben
Parker Pearson erwarb 1979 den Bachelor of Arts an der University of Southampton und wurde 1985 an der University of Cambridge promoviert. Seit 1990 gehört er dem Fachbereich Archäologie der Universität in Sheffield an (Stand 2010). 2012 wechselte er zum Institute of Archaeology, University College London.

## Lehrtätigkeit
Parker Pearson hält Vorlesungen zu den Themenbereichen Spätere europäische Vorgeschichte, Europäische Eisenzeit und Bestattungskultur. Daneben führt er Ausgrabungen in England, auf den Äußeren Hebriden, in Stonehenge, aber auch in der Umgebung von Sheffield und in Pembrokeshire durch.

### Madagaskar
1995 und 1996 leitete Parker Pearson ein archäologisches Forschungsprojekt auf Madagaskar. Neben den Archäologen waren auch Anthropologen, ein Geomorphologe und ein Botaniker an den Untersuchungen beteiligt. Madagaskar ist eine der letzten von Menschen besiedelten Landmassen. Das Team identifizierte einige der ältesten Grabsteine in Androy und setzte sie in den landschaftlichen, sozialen und genealogischen Kontext. So wurde die Geschichte der ersten Besiedelung und Aufstieg und Untergang der Steinsiedlungen untersucht. Auch das Aussterben der Megafauna, wie zum Beispiel des Elefantenvogels wurde untersuch. Außerdem gelang es, die Authentizität des Berichtes von Robert Drury, der im Robert Drury's Journal über seinen Aufenthalt zwischen 1703 und 1709 auf der Insel berichtet hatte, zu beweisen.

### Bluestonehenge
Bluestonehenge, auch Bluehenge genannt, ist ein monumentaler Steinkreis in der Nähe von Stonehenge in England. Er wurde im Rahmen des Stonehenge Riverside Projekts im Sommer 2009 von Archäologen unter der Leitung von Parker Pearson entdeckt. Vorangegangen waren mehrere Ausgrabungen zwischen 2003 und 2009 in und um Stonehenge. Dabei waren in Durrington Walls Überresten von Häusern freigelegt worden. Der Steinkreis von Bluestonehenge hat einen Durchmesser von 10 Metern, bestand aus 27 Steinen und wird auf die Zeit zwischen 3000 und 2400 v. Chr. datiert.

## Veröffentlichungen
Teilweise mit Koautoren

### Bücher
- 1978 New Approaches to Our Past: an archaeological forum.
- 1993 Bronze Age Britain. Batsford and English Heritage.
- 1994 Architecture and Order: approaches to social space.
- 1994 Looking at the Land. Archaeological landscapes in eastern England: recent work and future directions.
- 1999 Between Land and Sea: excavations at the broch of Dun Vulan, South Uist.
- 1999 The Archaeology of Death and Burial.
- 2001 Earthly Remains: the history and science of preserved bodies.
- 2002 In Search of the Red Slave: shipwreck and captivity in Madagascar.
- 2003 Food, Identity and Culture in the Neolithic and Early Bronze Age.
- 2004 Fiskerton: an Iron Age timber causeway with Iron Age and Roman votive offerings. The 1981 excavations.
- 2004 South Uist: archaeology and history of a Hebridean island. Tempus.
- 2005 Warfare, Violence and Slavery in Prehistory. BAR.
- 2007 From Stonehenge to the Baltic: living with cultural diversity in the 3rd millennium BC.
- 2010 Pastoralists, Warriors and Colonists: the archaeology of southern Madagascar.

### Fachartikel (Auswahl)
- 2007 The age of Stonehenge. Antiquity 81: 617-39.
- 2008 Chieftains and pastoralists in Neolithic and Bronze Age Wessex: a review.  In P. Rainbird (Hrsg.) Monuments in the Landscape.  Stroud: Tempus, 34-53.
- 2008 New Discoveries at Stonehenge. Published keynote lecture. Reuvensdagen, 38th Annual Conference on Dutch Archaeology.  Amsterdam: Erfgoed Nederland.
- 2009 Who was buried at Stonehenge? Antiquity 83: 23-39.
- 2009 The date of the Stonehenge cursus. Antiquity 83: 40-53.
- 2010 Charlotte L. Oskam, James Haile, Emma McLay, Paul Rigby, Morten E. Allentoft, Maia E. Olsen, Camilla Bengtsson, Gifford H. Miller, Jean-Luc Schwenninger, Chris Jacomb, Richard Walter, Alexander Baynes, Joe Dortch, Michael Parker-Pearson, M. Thomas P. Gilbert, Richard N. Holdaway, Eske Willerslev, Michael Bunce, Ancient DNA preserved in Holocene and Pleistocene fossil avian eggshell. Proceedings of the Royal Society B 277 (1690), 1991–2000. doi:10.1098/rspb.2009.2019
- Parker Pearson M.; Bevins, Richard; Bradley, Richard; Ixer, Rob; Pearce, Nick; Richards, Colin 2024. Stonehenge and its Altar Stone: the Significance of distant Stone Sources. Archaeology International 27/1, 2024, 113–137. doi:10.14324/AI.27.1.13

## Mitgliedschaften
Parker Pearson ist seit 1989 Mitglied des Chartered Institute for Archaeologists, Vizepräsident der Prehistoric Society und seit 1991 Mitglied der Society of Antiquaries.

## Ehrungen
Parker Pearson wurde zum Archäologen des Jahres 2010 gewählt. Sein Stonehenge Riverside Projekt erhielt 2010 die Auszeichnung Archaeological Research Project of the Year.